# Zgodovina umetnosti
Zgodovina umetnosti je multidisciplinarna znanost, ki raziskuje umetnost skozi čas, se ukvarja z razvrščanjem kultur, vzpostavlja periodizacijo in opazuje posebnosti in vplivne značilnosti umetnosti. Umetnostna zgodovina pa je humanistična veda, ki z raziskovanjem okoliščin nastanka, vsebine in oblike pojasnjuje razvoj likovne umetnosti.
Zgodovina umetnosti se osredotoča na predmete, ki so jih izdelali ljudje za številne duhovne, pripovedne, filozofske, simbolne, konceptualne, dokumentarne, dekorativne in celo funkcionalne ter druge namene, vendar s primarnim poudarkom na njihovi estetski vizualni obliki.
Zgodovina umetnosti proučuje: arhitekturo, kiparstvo, glasbo, slikarstvo, literaturo, gledališče, ples, film, fotografijo, oblikovanje in grafične umetnosti. Poleg tradicionalnih oblik umetniškega izražanja in drugih ustvarjalnosti kot so moda in gastronomija, so v raziskave vključeni novi načini umetniškega izražanja, kot: video, računalniška umetnost, performans, oglaševanje, animacija, televizija in videoigre. 

## Stroke likovne umetnosti
- slikarstvo
- kiparstvo
- arhitektura
- umetna obrt

## Zgodovinski razvoj
Zgodovini umetnosti pogosto rečejo tudi kronologija mojstrovin, ustvarjenih v različnih civilizacijah po vsem svetu. S tem se tesneje ukvarja umetnostna zgodovina. Svoje delo lahko opredeli kot pregledovanje vizualne in materialne kulture ali kot prispevek na področjih, povezanih z umetnostno zgodovino, to so antropologija in arheologija. V slednjih primerih so umetniški predmeti arheološki artefakti.

## Umetnost starega veka

### Prazgodovinska umetnost
Prvi konkretni artefakti človeške umetnosti so iz kamene dobe (zgornji paleolitik, neolitik in mezolitik). V paleolitiku (25.000–8000 pr. n. št.) je bil človek lovec in je živel v jamah, kjer se je razvilo jamsko slikarstvo. V naslednjem obdobju (mezolitik, 8000–6000 pr. n. št.) in v obdobju neolitika (6000–3000 pr. n. št.), ko se je človek stalno naselil in se ukvarjal s kmetijstvom, so družbe postale vse bolj kompleksne, religija je pridobivala na pomenu, pojavila se je obrtna proizvodnja. V bronasti dobi (okoli 3000–1000 pr. n. št.) se pojavijo prve civilizacije.
30.000 pr. n. št so bile kulture med seboj večinoma nepovezane. Skupno jim je izražanje simbolov, ki so imeli vlogo sporočevalca (boginja rodovitnosti, zvezde, luna, sonce). Tovrstna umetnost se je v Evropi nadaljevala tudi po nastanku visokih kultur.
Dela prazgodovinskih kultur se delijo na tri smeri: 
- naturalistične upodobitve (izvor v magiji, naslonitev na posnemanje narave)
- simboli, piktogrami (znamenja za obrede)
- zavestno okraševanje

Arhitektura: Stavbe, ki so služile kot bivališča ali svetišča, imajo danes status monumentalnih spomenikov, npr. Megalitski krog, Stonehenge v Angliji, ok. 2100–2000 pr. n. št.
Kiparstvo: Oblika prazgodovinske umetnosti, ki jo najdemo po vsem svetu, zlasti v Evropi, so bili izdelani majhni prazgodovinski kipci, znani kot Venerine figurice s pretiranimi prsmi in trebuhom, najbolj znani Venera iz Hohle Felsa in Willendorfska Venera, najdeni v Nemčiji in Avstriji. Večina ima majhne glave, široke boke in noge, ki se zožijo na konico. Roke in noge so pogosto odsotne, glava pa je običajno majhna in brez obraza. Venera iz Hohle Felsa je eden od številnih predmetov, najdenih v jamah in umetnosti ledene dobe na območju Unescove svetovne dediščine Švabska Jura, kjer so bila najdena najstarejša nestalna dela človeške umetnosti, ki so jih doslej odkrili, v obliki izrezljane živali in humanoidne figurice, poleg najstarejših doslej izkopanih glasbil, z artefakti, ki segajo med 43.000 in 35.000 pred našim štetjem.
Slikarstvo: Najbolj znana prazgodovinska umetniška dela so velike paleolitske jamske slike, ki prikazujejo živali v celinski Evropi, zlasti tiste v Lascauxu v francoski regiji Dordogne. Znanih je nekaj sto okrašenih jam, ki segajo v obdobje zgornjega paleolitika (ok. 38.000–12.000 pr. n. št.), npr. Risba mamuta, jama Pech-Merle v Franciji, ok. 20.000 pr. n. št.; Upodobitev konja in abstraktni znaki, jama Lascaux v Franciji, ok. 15.000 pr. n. št.; Bik, jama Altamira v Španiji, ok. 14.000–10.000 pr. n .št. O namenu umetnosti je bilo predlaganih veliko teorij, najbolj sprejeta pa je bila, da je bila del verskih obredov, morda za spodbujanje uspeha pri lovu.
- Orjaška jelenova kost Einhornhöhle c. 49.000 pr. n. št.; Megaloceros kost; Einhornhöhle, Nemčija
- Levji človek iz Hohlenstein Stadel; ok. 41.000–35.000 pr. n. št.; Hohlenstein-Stadel jame Švabska Jura, Nemčija
- Slika nosorogov; ok. 32.000–14.000 pr. n. št.; oglje na skali; dolžina: ok. 2 m; Jama Chauvet (Ardèche, Francija)[5]
- Willendorfska Venera; c. 25.000 pr. n. št.; apnenec z oker obarvanostjo; višina: 11 cm; Naravoslovni muzej (Dunaj, Avstrija)[6]

#### Paleolitik
Paleolitik je imel svojo prvo umetniško manifestacijo 25.000 pred našim štetjem, ko je dosegel vrhunec v Magdalenskem obdobju (± 15.000–8000 pr. n. št.). Sledove umetnih predmetov so našli v južni Afriki, zahodnem Sredozemlju, srednji in vzhodni Evropi (Jadransko morje), Sibiriji (Bajkalsko jezero), Indiji in Avstraliji. Ti prvi predmeti so običajno orodja iz kamna (kremen, obsidian), lesa ali kosti. Za slikanje v rdeči barvi je bil uporabljen železov oksid, v črni barvi manganov oksid in za oker glina. Ohranjene umetnosti iz tega obdobja je malo; rezbarije iz kamna ali kosti in jamsko slikarstvo, to je še posebej obsežno v francosko-kantabrijski regiji. Slike imajo magično (religiozno) vsebino ali so naturalistične (slike živali). Pomembne so predvsem jame Altamira, Trois Frères, Chauvet in Lascaux. Skulpture žensk (Venerine figurice) so verjetno uporabljali v kultih plodnosti.

#### Neolitik
Za to obdobje je okoli 8000 pr. n. št. na današnjem Bližnjem vzhodu značilna človekova stalna naselitev, ukvarjanje s kmetijstvom in živinorejo in nastanek vere. Skalna umetnost v Ibersko-sredozemskem bazenu je nastala v mezolitiku in neolitiku. Primeri vklesanih shematičnih ljudi in drugih figur so v El Cogul, Valltorta, Alpera in Minateda. Ta vrsta upodabljanja je bila tudi v severni Afriki (Atlas, Sahara) in na področju sodobnega Zimbabveja. Neolitsko slikarstvo je bilo shematično, zreducirano na osnovne črte (človek v obliki križa in ženska trikotne oblike). Jamske slike so ob reki Pinturas v Argentini, še posebej Cueva de las Manos. V uporabni umetnosti je nekaj lončenine, okrašene z odtisi školjk. Novi materiali so bili jantar, kristali, kremen, jaspis, itd. V tem času so nastala tudi prva mestna naselja, ostanki so v Tell as-Sultan (Antični Jeriho), Džarmo (Irak) in Çatal Höyük (Anatolija).

#### Kovinske dobe
Zadnja prazgodovinska faza je doba kovin, saj so se elementi, kot so baker, bron in železo, izkazali za zelo uporaben material. Iz bakrene dobe so znani megaliti, spomeniki iz kamna (dolmen in menhir ali angleški cromlech) v veličastnih kompleksih Stonehenge. V Španiji se je  oblikovala kultura Los Millares, kultura čaš in poslikane človeške figure z velikimi očmi. Na Malti so opazni tempeljski kompleksi Mnajdra, Tarxien in Ġgantija. Na Balearskih otokih so megalitski ostanki: naveta, grobnica v obliki prisekane piramide; taula, dva velika kamna, ki stojita vertikalno in horizontalno drug nad drugem; intalaiot, stolp s pokrito komoro in lažno kupolo.
V železni dobi sta pomembni fazi v Evropi halštatska (Hallstatt, Avstrija, tudi Slovenija) in latenska (La Tene, Švica) kultura. Prva je nastala med 7. in 5. st. pr. n. št., poznana je po nekropolah z grobnicami v obliki gomil in leseno pokopno sobo v obliki hiše, ki jo pogosto spremlja štirikolesni voziček. Lončarstvo je bilo večbarvno z geometričnimi okraski in kovinskimi aplikacijami. Latenska kultura je nastala med 5. in 4. st. pr. n. št. in je bolj poznana kot zgodnja keltska umetnost. Znani so številni predmeti iz železa, kot so meči in kopja, ki so slabo ohranjeni, bronasti okrašeni ščitniki, fibule in drugi predmeti. Okras je bil pod vplivom grške, etruščanske in skitske umetnosti.

### Umetnosti visokih kultur
Od pr. 4000 pr. n. št. so na območju med vzhodnimi obalami Sredozemskega morja in Pakistanom nastajala urbana središča Ninive, Babilon, Sumer, Uruk itd.

#### Umetnost starega Bližnjega vzhoda
Stari Bližnji vzhod se je raztezal od današnje Turčije in sredozemske obale na zahodu do Irana in Arabskega polotoka na vzhodu. Sčasoma se je tu pojavilo, živelo in izginilo več civilizacij. Ena ključnih regij je bila Mezopotamija, kjer so se v 4. tisočletju pr. n. št. pojavila prva mesta in najzgodnejša oblika pisave. Starodavna Mezopotamija zajema današnji Irak ter dele Sirije in Turčije. Njegova severna polovica je del tako imenovanega rodovitnega polmeseca, kjer so se prvič pojavili pomembni neolitski dogodki, kot sta zgodnje poljedelstvo in ustanavljanje stalnih vaških naselij. Ker je regija znotraj delte rek Tigris–Evfrat, so tu živele številne civilizacije, predvsem Sumerci, Akadci, Asirci in Babilonci.
Mezopotamska umetnost se je razvijala postopoma, kot so nastajale mestne državice in se širile v imperije.
Politična, gospodarska, umetniška in arhitekturna tradicija Sumercev vodi do temeljev zahodne civilizacije. V Sumeriji se je prvič pojavilo več stvari: prva mestna država (Uruk), ki ji je vladal kralj Gilgameš; prva organizirana religija, ki temelji na hierarhični strukturi bogov, ljudi in obredov; prva znana pisava, klinopisi; prvi namakalni sistem in prva vozila s kolesi. Tu so se pojavili tudi cilindrični pečati, vgravirani z majhnimi napisi in ilustracijami.
Arhitektura: Stavbe niso bile iz kamenja, ampak opeke, najpomembnejši prostor je zavzemalo stopničasto svetišče, imenovano zigurat, tak je Zigurat iz Ura, ok. leta 2100 pr. n. št. Pomembne so tudi vladarske palače, ki so bile središče dvornega življenja.
Druga civilizacija, ki se je tu razvila, je bilo Akadsko cesarstvo, prvo veliko svetovno cesarstvo. V zgodnjem 1. tisočletju pred našim štetjem je po Akadcih cesarstvo, imenovano Asirija, zavladalo celotnemu Bližnjemu vzhodu, ki se je raztezalo od Perzijskega zaliva do Sredozemskega morja. Njegova mesta so bila polna impresivnih zgradb in umetnosti. Asirska umetnost je najbolj znana po podrobnih kamnitih reliefih, ki prikazujejo prizore dvornega življenja, verske prakse, lov in epske bitke. Ti reliefi so bili sprva pobarvani v svetle barve in postavljeni v palače. Poleg lepote nam pokažejo tudi asirsko življenje in poglede na svet, vključno z asirsko obleko in pohištvom.
Po ustanovitvi asirske države so z gradbenimi deli dokazovali moč vladarja in njegove vojaške uspehe, stavbe iz opeke so prekrili z glino ali kamnitimi reliefi, na vogale pa dodali krilate grifone, ki naj bi odganjali zle duhove.
Kiparstvo: Za zgodnje obdobje so značilni kipci darovalcev/molivcev, ki jim je skupna toga drža, roke so imeli sklenjene v molitvi ali darovanju, npr. Molivci, najdeni v Iraku, ok. 2700–2500 pr. n. št.; dioritni kip Gudea Lagaškega, Lagaš, ok. 2150 pr. n. št. Vladarjevo življenje so upodabljali tudi z napisi na velikih kamnitih ploščah, npr. Asurbanipal na lovu, ok. 650 pr. n. št. Izjemno je bil razvit relief, saj so bile kraljeve palače v celoti okrašene z reliefi, ki so prikazovali vladarja bodisi na vojnem pohodu ali lovu.
O asirski umetnosti lahko govorimo šele od 13. stoletja pr. n. št. dalje, bila pa je povsem podrejena avtoriteti vladarja. Umetnik je moral upodabljati dela in dosežke vladarja in njegovo moč. Vrh razvoja mezopotamske umetnosti je prav gotovo palača Ašurnasirpala II. v Nimrudu. Motivi so: vladarski »portreti«, vladar v družbi bogov, bojni prizori, prizori lova in razna nadčloveška bitja. Ob vhodu v palačo so stali velikanski kipi v podobi bikov ali levov s človeško glavo imenovani lamassu.
Slikarstvo: Salmanasar III. (858-824 pr. n. št.) je svojo palačo bogato okrasil s freskami, ki pa se niso ohranile, le nekaj fragmentov. Ohranili so se prerisi in barvna shema iz katere so razvidne velike narativne poslikave, po vsebini podobne reliefom.
- Standarda iz Ura; ok.2600-2400 pred našim štetjem; školjka, rdeči apnenec in lapis lazuli na lesu; dolžina: 49,5 cm; Britanski muzej (London)[7]
- Akadski kralj; ok. 2250 pr. n. št.; bakrove zlitine; višina: 30 cm; Iraški muzej[7]
- Jelenov riton (hetitski); ok. 1400-1200 pred našim štetjem; srebro z zlatim vložkom; višina: 13 cm; Metropolitanski muzej umetnosti (New York City)[8]
- Kadilnica (predislamska južna Arabija); ok. sredina 1. tisočletja pr. n. št.; bron; višina: 27,6 cm; Metropolitanski muzej umetnostiArt[9]
- Lamassu (novoasirsko); okoli 710 pr. n. št.; alabaster; višina (max): 4,2 m; Louvre[10]
- Delegacija z darili (Ahemenidi); okoli 490 pr. n. št.; apnenec; ok. 260 x 150 cm; in situ, Perzepolis (Iran)[11]
- Dioritni kip Gudea Lagaškega, muzej Louvre, Pariz

#### Egipčanska umetnost
Ena prvih velikih civilizacij je nastala v Egiptu, ki je imela dovršena in kompleksna umetniška dela, ki so jih izdelali profesionalni umetniki in obrtniki. Egiptovska umetnost je bila religiozna in simbolična. Glede na to, da je imela kultura visoko centralizirano strukturo moči in hierarhijo, je bilo v čast faraonu ustvarjenih veliko umetnosti, vključno z velikimi spomeniki. Egipčanska umetnost in kultura sta poudarjali verski koncept nesmrtnosti. Kasnejša egipčanska umetnost vključuje koptsko in bizantinsko umetnost.
Egipčanska umetnost se deli v šest obdobij: preddinastična doba, doba stare države, doba srednjega kraljestva, doba nove države, pozno obdobje in doba helenizma. V preddinastični dobi se mnogo podob iz prazgodovine nadaljuje, kmalu v ospredje umetnosti pridejo motivi živali, ki so jih Stari Egipčani častili kot svoja božanstva, kajti nikoli niso popolnoma prevzeli čaščenja bogov v človeški podobi, z izjemo Izide in Ozirisa.
Arhitektura: Stari Egipčani so izdelovali grobnice, palače in svetišča. Najprej so gradili iz opeke, ok. leta 2660 pr. n. št. pa je arhitekt Imhotep star način stavbarstva zamenjal z novim in začel uporabljati kamen. Gradili so brez malte, kamnite bloke so polagali enega zraven drugega, da so dobili zgradbe veličastnih razsežnosti, ki so pričale o ideji ponovnega življenja in čaščenja mrtvih. Obrede so opravljali v svetiščih, npr. Grobno svetišče kraljice Hačepsut, Deir el-Bahari, ok. 1480 pr. n. št. V ta namen so na začetni stopnji gradili mastabe, v katere so pokojnike pokopavali, kasneje je sistem napredoval do piramid, najprej stopničastih (Sakara), kasneje gladkih, taka je Keopsova piramida v Gizi v Egiptu, sredina 3. tisočletja pr. n. št. V Dolini kraljev so še danes ohranjeni hipogeji, to so podzemski grobovi, izklesani v skale.
Druge velike stavbe so bili templji, ki so bili po navadi monumentalni kompleksi, pred katerimi je bil drevored sfing in obeliskov. Templji so uporabljali stebre in trapezoidne stene s hipoetrosi in hipostilnimi dvoranami ter svetišči. Templji Karnak, Luksor, Philae in Edfu so dobri primeri.
Kiparstvo:: Kipi so upodabljali faraone in božanstva, narejeni so bili iz različnih vrst marmorja. Tisti, ki so bili izklesani v nadnaravni velikosti, so pomenili slavljenje Egipta in vladarja, npr. Ramzesovi kipi pri Abu Simbelu; Sfinga, v Gizi v Egiptu, ok. 2500 pr. n. št., drugi pa so idealizirali podobe, npr. upodobitev kraljice Nefretete. Skozi obdobja se pomen določenih podob ni spreminjal (podobe božanstev, stoječi in sedeči kipi itd.), se pa prvič pojavi upodobitev ženske kot samostojnega bitja.
Slikarstvo: Slikarstvo egipčanske dobe je uporabljalo jukstapozicijo prekrivajočih se ravnin. Slike so bile predstavljene hierarhično, tj. faraon je večji od običajnih subjektov ali sovražnikov, upodobljenih ob njem. Egipčani so slikali obris glave in okončin v profilu, medtem ko so trup, roke in oči slikali od spredaj.
uporabna umetnost: V Egiptu je bila razvita uporabna umetnost, zlasti obdelava lesa in kovin. Obstajajo odlični primeri, kot je pohištvo iz cedre, intarzirano z ebenovino in slonovino, ki jih je mogoče videti v grobnicah v Egipčanskem muzeju. Drugi primeri vključujejo kose, najdene v Tutankamonovi grobnici, ki so velike umetniške vrednosti.
- Tempelj kraljice Hačepsut - panorama na celoten tempeljski kompleks
- Vse piramide v Gizi
- Ramzesovi kipi pri Abu Simbelu
- Pogled na Sfingo iz sprednje strani
- Nebamunov lov v močvirju; c. 1380 pr. n. št.; barva na ometu; 98 × 83 cm; Britanski muzej (London)[13]
- Ehnaton in Nefrtete s hčerami; okoli 1345 pr. n. št.; barvani apnenec; 32,5 x 39 cm; Egiptovski muzej v Berlinu (Nemčija)[14]
- Tutankamonova maska; c.1327 pr. n. št.; zlato, steklo in poldragi kamni; višina: 54 cm; Egiptovski muzej (Kairo)
- Doprsni kip Nefretete; 1352–1336 pr. n. št.; barvani apnenec; višina: 50 cm; Neues Museum (Berlin, Nemčija)[15]
- Filajski tempelj (Egipt), 380 pr. n. št.-117 n. št.[16]

#### Indska civilizacija
Odkrita leta 1922, dolgo po sodobnih kulturah Mezopotamije in Egipta, je Indska civilizacija, znana tudi kot civilizacija Harapan (okoli 2400–1900 pr. n. št.), zdaj priznana kot izjemno napredna in na nek način primerljiva s tema kulturama. Najdišča obsegajo območje, ki se razteza od današnjega severovzhodnega Afganistana, prek večjega dela Pakistana ter do zahodne in severozahodne Indije. Med večjimi mesti kulture sta Harapa in Mohendžo-daro, ki sta v Pundžabu oziroma v provinci Sind v severnem Pakistanu, ter pristaniško mesto Lothal v zvezni državi Gudžarat (Indija). Najštevilnejši artefakti so kvadratni in pravokotni žigi in odtisi pečatov, ki prikazujejo živali, običajno bike, zelo kratka harapska besedila. Veliko stiliziranih figuric iz terakote je bilo najdenih tudi na harapskih najdiščih ter nekaj kamnitih in bronastih skulptur, bolj naturalističnih od keramičnih.
- Pečati z indsko pisavo in odtisi; 2500-2000 pred našim štetjem; steatit; različne velikosti, večinoma ok.3 cm; Britanski muzej (London)[18]
- Plešoča deklica; ok. 2400–1900 pr. n. št.; bron; višina: 10,8 cm; Narodni muzej (New Delhi, Indija)
- Pečat prašivskega žiga; ok. 2400–1900 pr. n. št.; steatit; višina: 3,6 cm; Narodni muzej (New Delhi)
- Duhovnik-kralj; ok. 2400–1900 pr. n. št.; steatit; višina: 17,5 cm; Narodni muzej Pakistana (Karači)
- Pečat z dvorogim bikom in napisom; c. 2010 pred našim štetjem; steatit; skupaj: 3,2 × 3,2 cm; Clevelandski muzej umetnosti (Cleveland, Ohio, ZDA)

#### Kitajska
Prvi kovinski predmeti, izdelani na Kitajskem, so bili izdelani pred skoraj 4000 leti, v času dinastije Šja (okoli 2100–1700 pr. n. št.). V kitajski bronasti dobi (dinastiji Šang in Džov) je posredovanje na dvoru in komunikacijo z duhovnim svetom izvajal šaman (mogoče sam cesar). V dinastiji Šang (okoli 1600–1050 pr. n. št.) je bil vrhovno božanstvo Šangdi, vendar so aristokratske družine raje stopile v stik z duhovi svojih prednikov. Zanje so pripravili dovršene bankete s hrano in pijačo, ki so jo pogreli in postregli v bronastih obrednih posodah. Te bronaste posode so imele različne oblike, odvisno od namena: za vino, vodo, žito ali meso, nekatere pa so bile označene z berljivimi znaki, kar kaže na razvoj pisave. Tovrstne posode, zelo visoke kakovosti in kompleksnosti, so bile odkrite v dolini Rumene reke v provinci Henan, na mestih, kot so Erlitou, Andžang ali Džengdžov. Uporabljali so jih v verskih obredih za utrjevanje oblasti Dhang, in ko je okoli leta 1050 pr. n. št. padla prestolnica Šang, so njeni osvajalci Džov (okoli 1050–156 pr. n. št.) še naprej uporabljali te posode v verskih obredih, vendar predvsem za hrano namesto pijače. Dvor Šang je bil obtožen prekomerne pijanosti, Džov, ki je promoviral cesarski Tian (»nebesa«) kot glavno duhovno silo, namesto prednikov, je omejil vino v verskih obredih v korist hrane. Uporaba obrednih bronastih predmetov se je nadaljevala v zgodnji dinastiji Han (206 pr. n. št.–220 n. št.).
Eden najpogosteje uporabljenih motivov je bil taotie, stiliziran obraz, sredinsko razdeljen na dve skoraj zrcalni polovici, z nosnicama, očmi, obrvmi, čeljustmi, lici in rogovi, obdanimi z vrezanimi vzorci. Ni mogoče ugotoviti, ali je taotie predstavljal resnična, mitološka ali povsem izmišljena bitja.
Zagonetni bronasti predmeti Sanšingdui blizu Guanghana (v provinci Sečuan) so dokaz za skrivnostni žrtveni verski sistem, ki ni podoben ničemur drugje v starodavni Kitajski in se precej razlikuje od umetnosti sočasnega Šanga v Andžangu. Izkopavanja v Sanšingduiju od leta 1986 so razkrila štiri jame z artefakti iz brona, žada in zlata. Tam so našli velik bronast kip človeške figure, ki stoji na podstavku, okrašenem z abstraktnimi slonjimi glavami. Poleg stoječe figure je bilo v prvih dveh jamah več kot 50 bronastih glav, nekatere s pokrivali, tri pa s sprednjo stranjo, prekrito z zlatimi lističi. Tudi tu so bili odkriti cevasti bronasti odlomki z vejami, ki verjetno predstavljajo drevesa, pa tudi bronaste liste, sadje in ptice. V Sanšingduiju so leta 1986 našli več kot 4000 predmetov.
Dinastija Džov (1050–221 pr. n. št.), ki je nasledila dinastijo Šang, je vladala bolj kot katera koli druga v kitajski zgodovini. Njihova zadnja stoletja je zaznamovalo nasilje, obdobje je znano kot obdobje vojskujočih se držav. V tem težavnem času so se pojavila nekatera filozofska gibanja: konfucianizem, daoizem in legalizem.
Obdobje vojskujočih se držav je končal cesar Čin Ši Huang, ki je leta 221 pr. n. št. združil Kitajsko. Naročil je ogromno grobnico, ki jo je varovala terakotna vojska. Drug velik projekt je bil predhodnik Velikega zidu, postavljenega za zavrnitev roparskih plemen s severa. Po smrti cesarja je njegova dinastija Čin (221–206 pr. n. št.) trajala le tri leta. Čin Ši Huangdiju je sledila dinastija Han (202 pr. n. št.–220 n. š.), med katero se je svilna pot močno razvila in na Kitajsko prinesla nove kulturne vplive.
- Bronasta posoda za vodo z vzorcem zvijajočega se zmaja, pozna dinastija Šang (ok. 14. – sredina 11. stol. pr. n. št.)
- Pravokotni kotel; 12.–11. stol. pr. n. št.; bron; Metropolitanski muzej umetnosti (New York)
- Bronasta posoda za vino v obliki nosoroga, 11. stol. pr. n. št.
- Oltarna garnitura; pozno 11. stol. pr. n. št.; bron; Metropolitanski muzej umetnosti
- Boben z okvirjem iz ptice in tigra, Ču (država) Lakirana posoda, 8. stoletje pr. n. št.
- Fang Lei; ok. 925–875 pr. n. št.; bron; višina: 22,8 cm; Narodni muzej Kitajske (Peking, Kitajska)[20]
- Bronasta posoda iz dinastije Šang, ki se uporablja za shranjevanje pijače; 2. tisočletje pr. n. št.
- Strongman, iz serije Akrobati. Mavzolej prvega cesarja Čin, 210 pr. n. št.
- Lak feniks dou, država Ču ok. 5. stoletje pr. n. št.
- Lakasta dou-posoda iz grobnice markiza Jija iz Zeng ok. 433 pr. n. št
- Škatla za lakirano posodo iz grobnice Džingmen (荊門楚墓; Jīngmén chǔ mù) države Ču (704–223 pr. n. št.)
- Lakiran paravan z motivi živali, obdobje vojskujočih se držav (ok. 4. stol. pr. n. št.)
- Grobna freska zahodnega Hana, ki prikazuje filozofa Konfucija; ok. 1. stol. pr. n. št.; iz okrožja Dongping, Šandong
- Animalistični duhovi varuhi polnoči in jutra v kitajskih oblačilih, dinastija Han (202 pr. n. št. – 220 n. št.) na keramičnih ploščicah
- Prstan z dvema zmajema, zgodnja dinastija Šang (2. tisočletje pr. n. št.)
- Disk iz žada, Nanjue (okoli 2. stoletja pr. n. št.)

#### Umetnost egejskih kultur
Na otokih in obalah Sredozemskega morja so se v 3. in 2. tisočletju pr. n. št. razvile samostojne kulture s središči na Malti, Kikladih, Kreti in v Mikenah.
- Kikladska umetnost je poznana po uporabnih predmetih in stvaritvah za dvor. Marmornatim kipcem, imenovanim kikladski idoli, je pomen težko določiti, osebe so prikazane stoje ali sede, npr. Mož z liro, 2400–2200 pr. n. št.

- Kretsko/minojsko kulturo je odkril arheolog Arthur Evans. Palače so bile velike. Razvrščale so se okoli osrednjega dvorišča. Osrednji element so bili stebri. Najznamenitejša je palača v Knososu, Kreta, ok. 1500 pr. n. št. Stene so bile poslikane s freskami, ki so uprizarjale prizore iz vsakdanjega življenja in narave. Slikana keramika prevzema motive morskih živali in rastlin, v poslikanih kipcih boginje s kačami pa se prepozna kult rodovitnosti.

- Mikenska kultura je pripadala kulturi vojakov, ki so gradili utrdbe na hribih. Temu stavbarstvu se reče kiklopska zidava, ker so stavbe narejene iz velikih kamnitih blokov. Palače so imele osrednji prostor, imenovan megaron, okoli je bilo obzidje. Primer gradnje so Levja vrata v Mikenah, ok. 1500–1300 pr. n. št. Značilna je izdelava predmetov iz dragih kovin, ki so jih dajali v grobove. Najbolj znana je Agamemnonova zlata maska, ok. 1400 pr. n. št.

#### Starogrška umetnost
V 2. tisočletju pr. n. št. so Dorci naleteli na mikensko kulturo, vendar je niso sprejeli kot izhodišče za svojo. Grška umetnost je le zbirno ime za različne umetnosti grških držav na celini in njenih kolonij. Hitro se je spreminjala, deli se na štiri obdobja:
1. Doba geometričnega sloga (ok. 1000–700 pr. n. št.)
Slog je razviden v slikarstvu in poslikavi keramičnih posod z motivi zvezd, krogov, trikotnikov itd. Kasneje so vnašali tudi podobe živali in ljudi, ki imajo geometrične oblike, ter vsakdanje dogodke, taka je Amfora v geometričnem slogu: Pogreb, iz grobišča pri Dipilonu, prva polovica 8. stoletja pr. n. št.
2. Arhajska umetnost (700–480 pr. n. št.)
Na kiparsko in slikarsko umetnost je vplivala mestna aristokracija.
Arhitektura: Začeli so menjati leseno gradnjo s kamnito, v celinski Grčiji se je izoblikoval dorski tempelj. Poznali so tri temeljne oblike stebrov: dorskega, jonskega in korintskega. Templje so postavljali na vzpetine.
Kiparstvo: Pri frontalnih kipcih, ki se s hrbtom dotikajo naslonilne plošče, je viden egipčanski vpliv. Telesa so urejena po geometrični shemi, odprte oči in roke ob telesu so znak življenja. Najbolj značilna kipa sta kuros (mladenič) in kora (mladenka), npr. Kuros iz Anavisa, ok. 530 pr. n. št.
Slikarstvo: Ohranilo se je le vazno slikarstvo. Slikarji so želeli doseči popolno perspektivo narisanega telesa, npr. Eksekijas: Ahil in Ajaks med kockanjem, ok. 540 pr. n. št.
3. Klasična umetnost (480–323 pr. n. št.)
Posameznik je postal del celote, umetnost uresničuje ideal skladnosti.
Arhitektura: Templji oz. svetišča so grajeni v dorskem in jonskem slogu. Vrhunec gradbeništva te dobe je Partenon, Atene, ok. 450 pr. n. št.
Kiparstvo: Kipi izražajo mir, popolnega človeka, ne upodabljajo pa vsakdanjika ali vojn. Znane so le podobe pomembnih posameznikov in bogov. Najpomembnejši kiparji so bili Fidija (Zevs iz Olimpije; Atena Partenos iz Partenona), Poliklet (Kopjenosec) in Miron (Metalec diska).
Slikarstvo: Poslikave so bile razkošne, krasile so javna poslopja, hiše in grobnice in upodabljale motive iz zgodovine, mitologije in vsakdanjika.
4. Helenistična umetnost (323–334 pr. n. št.)
Pozno obdobje grške umetnosti se pokriva z vladavino Aleksandra Velikega in združuje maloazijske in grške motive.
Arhitektura: Helenizem se odreče klasičnim motivom, zgradbe so večje in imenitnejše (Pergamonski oltar, ok. 150 pr. n. št.).
Kiparstvo: Upodobitve so bile bogate, odražale so razcvet države, obrazi figur izražajo čustva. Portretiranci iz vsakdanjega življenja so bili prikazani v vsej svoji slavi. Najpomembnejši kiparji so bili Praksitel (Hermes z malim Dionizem), Lizip (Strgalec) in Skopas.
Slikarstvo: Uveljavi se stensko in tabelno slikarstvo, ki je bilo vzporedno rimskemu slikarstvu. Upodabljalo je grške dosežke v vojnah in vsakdanjiku, npr. bitka pri Isu, 2. stoletje pr. n. št. Najslavnejši slikar je bil Apel.
- Krater s podstavkom (geometrični); ok. 750 pr. n. št.; terakota; višina: 108,3 cm, premer: 72,4 cm; Metropolitanski muzej umetnosti[22]
- Kuros (arhaično); ok. 600 pred našim štetjem; marmor in pigment; višina: 1,95 m; Metropolitanski muzej umetnosti[23]
- Panatenejska amfora (arhaik); c.530 pr. n. št.; keramika; višina: 62,2 cm; Metropolitanski muzej umetnosti[24]
- Rdečefiguralni kiliks (klasična); ok. 480 pr. n. št.; keramika; višina: 12,7 cm, premer: 27,2 cm; Muzej umetnosti Kimbell (Fort Worth, Teksas, ZDA)[25]
- Zevs iz Artemizije (klasična); c.460 pr. n. št.; bron; višina: 209 cm; Nacionalni arheološki muzej (Atene, Grčija)[26]
- Tempelj v Segesti (Calatafimi-Segesta, današnja Italija), 5. stoletje pr. n. št.[27]
- Erehtejon (Atene), z jonskimi stebri in kariatidno verando, 421–405 pr. n. št.
- Vaza Centuripe (helenistična); ok. 300-100 pred našim štetjem; keramika; višina: 9,4 cm; Metropolitanski muzej umetnosti[28]

#### Etruščanska umetnost
Etruščanska umetnost se je izoblikovala v začetku 7. stoletja pr. n. št. iz grške, vrh je dosegla v 6. in 5. stoletju pr. n. št.
Arhitektura: Prevzemajo grške elemente, pročelja poudarjajo gostejše postavljeni stebri. Bogovom namenijo več obrednega prostora. Gradnje obokov in kupol so se naučili pri Rimljanih. Poznani so po grobni arhitekturi, primer takega stavbarstva je Grobnica pobarvanih reliefov, zgodnje 3. stoletje pr. n. št.
Kiparstvo in umetna obrt: Uporabljali so bron in v grobni umetnostni predvsem žgano glino, npr. Sarkofag zakoncev, Cerveteri, ok. 520 pr. n. št.; kip Brutus, ok. leta 300 pr. n. št. V ospredje so postavljali vsakdanjik, medtem ko so Grki iskali idealno podobo boga in posameznika. Ukvarjali so se tudi z zlatarstvom.
Slikarstvo: Grobnice so poslikane s freskami, ki nakazujejo zaokroženo vsebino, do zlitja z grško umetnostjo ni prišlo. Bili so samostojni, izvori so na Bližnjem vzhodu in v Grčiji. Ohranili so se motivi lova, jahanja, plesa, pojedine, grških mitov in obredja. Ena takih poslikav se najde v Grobnici avgurjev, Tarkvinija, 530–520 pr. n. št.

#### Rimska umetnost
Ob koncu 6. stoletja se je Rim pričel širiti in ob osvajalskem pohodu naletel na kulture, od katerih je prevzemal značilnosti in motive (od Etruščanov oboke, od Grkov značilnosti stebrov). Rimska umetnost je dokazovala moč cesarstva.
Arhitektura: Temelji na etruščanski in grški umetnosti. Čeprav so značilnosti stebrov prevzeli od Grkov, so ustvarili tudi svojega, imenovanega kompozitni ali sestavljeni steber. Vendar stebri kmalu niso bili več pomembni, ker so se bolj osredotočili na notranje prostore. Razvili so kupolno in obočno gradnjo, za vezivo so uporabljali beton, ki so ga zakrili s ploščami iz klesanega kamna (parametri). Templje so postavljali v središče mesta. Z gradnjo velikanskih templjev in svetišč so izražali veličastnost države, ki je delovala usklajeno. Ustvarili so nove stavbne tipe, med drugim so bili to forumi, bazilika, terme, akvadukti, viadukti, kanalizacija, cestno omrežje, stadioni, amfiteatri in slavoloki, npr. Flavijski amfiteater (Kolosej), v letih 72–80; Konstantinov slavolok, do leta 315.
Kiparstvo: Na začetku je imelo značilnost starejše umetnosti, kasneje pa večino motivov prevzamejo od Etruščanov. Po zavzetju Grčije so mnogo kipov prenesli iz Grčije v Rim ter jih postavili na javna mesta. Ti kipi so poveličevali bogove in pomembne posameznike, rimski pa portretirali uspešne vojskovodje. Z reliefi, ki so predstavljali vojsko, so krasili oltarje, slavoloke in stebre ter upodabljali brezčasne dogodke.
Slikarstvo: Razvoj je doživelo v času helenizma, poznano je po ohranjenih stenskih poslikavah Pompejev in Herkulaneja, ki so bile namenjene okrasitvi prostorov. Ker so jih slikali tudi grški umetniki, včasih kažejo značilnosti grškega slikarstva. Slog je bil odvisen od naročnika, slika je bila del celote in se je ujemala s prostorom, v katerem je bila razstavljena, npr. Vila misterijev, Pompeji, ok. 50 pr. n. št. Pomemben del slikarstva so bili tudi mozaiki, s katerimi so krasili tla in zidove.
- Misteriji, freska; sredina 1. stoletja pr. n. št.; freska; višina: 1,62 m; Vila misterijev, Pompeji[29]
- Portlandska vaza; pozno 1. stoletje pr. n. št.; steklo; višina: 24 cm; Britanski muzej (London)[30]
- Maison Carrée (Nîmes, Francija), eden najbolje ohranjenih rimskih templjev, ok. 2. stol. n. št.
- Morski mozaik (osrednja plošča treh plošč s tal); 200–230; mozaik (kamnite in steklene tesere); 2.915 mm x 2.870 mm; Muzej lepih umetnosti (Boston, ZDA)
- Konstantinov slavolok (Rim), ki obeležuje zmagoslavje Konstantina I. Velikega po njegovi zmagi nad Maksencijem v bitki pri Milvijskem mostu, 316[31]

#### Keltska umetnost
Keltska umetnost, znana po svojih zapletenih vzorcih, simboličnih motivih in značilnih dizajnih, se je razvijala dolgo, njene korenine pa segajo v zgodnjo železno dobo. Ta bogata in raznolika umetniška tradicija se razteza skozi več stoletij in regij, predvsem pa zajema današnjo Irsko, Britanijo, Francijo ter dele srednje in vzhodne Evrope. Zgodovino keltske umetnosti lahko razdelimo na dve ključni obdobji:
Halštatska kultura (približno 800–500 pr. n. št.): Najzgodnejša prepoznavna oblika keltske umetnosti je povezana s halštatsko kulturo, ki se nahaja na območju današnje Avstrije in okoliških regij. V tem obdobju so se razvile značilne tehnike obdelave kovin, zlasti zlata, brona in železa. Artefakti iz tega časa pogosto vsebujejo geometrijske vzorce, stilizirane živalske motive in abstraktne spirale.
Latenska kultura (približno 500 pr. n. št. – 1 n. š.): Latenska kultura velja za vrhunec zgodnje keltske umetnosti. V tem obdobju je prišlo do znatnega povečanja kompleksnosti in zapletenosti dizajnov. Obrtniki v La Tènu so ustvarjali orožje, nakit in vsakdanje predmete, okrašene z vrtinčastimi vzorci, vozli in stiliziranimi živalmi. To obdobje je znano tudi po prvi pomembni uporabi »keltskega vozla«, oblike oblikovanja neskončne zanke, ki simbolizira večnost in kontinuiteto.

## Umetnost srednjega veka

### Starokrščanska umetnost
V 2. in 3. stoletje, v času rimskega cesarstva, je cesar Konstantin I. Veliki izdal tolerančni edikt, s katerim je krščanstvo postalo dovoljena vera. Takrat se je krščanska umetnost preobrazila in razširila. V središče je postavila Jezusa Kristusa kot božjega sina in njegove spremljevalce (Marija, apostoli, svetniki itd.), katerih vloge so temeljile na svetopisemskih besedilih.
Arhitektura: Krščanstvo je bilo dokončno priznano šele v 4. stoletju, zato se starokrščanska arhitektura začne šele takrat. Razvila sta se dva modela: 
- na Zahodu (latinski del) so pretežno gradili cerkve z vzdolžnim tlorisom, ki se imenujejo bazilike, npr. Bazilika sv. Petra v Vatikanu;
- na Vzhodu (grški del) so gradili cerkve s centralnim tlorisom, ki so svojo obliko povzele po mavzolejih, kasneje pa so se jim tlorisi spreminjali (križni, osmerokotni, itd.).

Kiparstvo: Spremembo je doživelo ok. leta 300, ko se je pričel dotok umetniških idej iz rimskih provinc. Osebe so upodabljali strogo, prostor, na katerem so stale, je bil ozek. Najbolj znana kiparska dela tega časa so bili sarkofagi, na katerih je bilo upodobljeno življenje Jezusa Kristusa, npr. Sarkofag Junija Basa, ok. leta 359. Osebe so bile izklesane v globokem reliefu, oblečene pa v halje ali toge.
Slikarstvo: Najzgodnejše freske so se ohranile v katakombah, poudarjajo vero in upanje. Ujemajo se z značilnostmi rimskega slikarstva, le vsebina in simboli so drugačni: križ, križ z lovorjevim vencem in grški črki Alfa in Omega. Upodobitve so bile povezane z biblijskimi motivi Jezusa in Marije. Ker so se bolj osredotočali na krščansko resnico, je zunanja podoba začela bledeti, osebe so postale nepremične in prikazane v čelnem pogledu.
Po uradnem priznanju krščanstva se je slikati začelo tudi v cerkvah, kjer so nastajali mozaiki in freske, ki so poudarjali zmago krščanstva in Jezusa Kristusa kot odrešenika in vladarja.

### Bizantinska umetnost
Leta 395 se je rimsko cesarstvo razdelilo na zahodno in vzhodno polovico, zato se je tudi umetnost v obeh delih začela razvijati drugače. Bizantinska umetnost se je razvila v vzhodnem delu in se sčasoma razširila še v Vzhodno Evropo, v vzhodno Sredozemlje in na Balkanski polotok. Po padcu bizantinskega cesarstva se je bizantinska umetnost ohranila v Rusiji in pri njenih sosedah. Izhodišče je imela v poznoantični umetnosti, ki je prikazovala lepoto oseb, zasanjanost, nežne barve in detajle, in vse to prenašala na cerkvene motive.
Arhitektura: V začetku je sprejela značilnosti tipov stavb iz Anatolije, kar je nakazovalo na pestrost bizantinskega stavbarstva. Gradili so z opeko, ker je bila poceni, velik poudarek so dali kupolam, ki so prekrivale osrednji del cerkve s centralnim tlorisom. Najbolj se je arhitektura razvila v času cesarja Justinijana, ko je imel cerkveni tloris obliko grškega križa, nad središčem je bila kupola, ki so jo kasneje začeli graditi tudi nad ladjami, npr. Hagija Sofija.
Kiparstvo: Kiparskih spomenikov je zelo malo, edino kar bi sodilo sem, so zlatarska dela, npr. Žrtvovanje Ifigenije (skrinjica iz Verolija), ok. leta 940.
Slikarstvo: Na začetku je bila v ospredju helenistična tradicija upodabljanja oseb, ki so bile razgibane, kasneje pa so se razvile stroge oblike svetnikov, imenujejo se ikone. V cerkvah so slike razporejene tako, da komentirajo besedila, ki se govorijo pri obredih. Ker se vsi ti prizori dogajajo visoko v nebesih, so osebe naslikane na zlatih (barva večnosti) in temno modrih barvah (barva neba), npr. Dobri pastir, v letih 425–450. Najbolj znani ikonopisec je Andrej Rubljov.

### Romanika
Romanika je čas, ko krščanstvo prevzame vse evropske dežele in se začnejo ustanavljati meniški redovi (benediktinci, cistercijani, kartuzijani). Motive so preko pokrajin širili menihi in potujoči umetniki. Enotnega sloga ni, ker je imela vsaka pokrajina svoje posebnosti, je pa povsod značilna povezava med Staro in Novo zavezo.
V začetno obdobje romanike se uvrščajo tudi manjša renesančna gibanja kot sta karolinška in otonska umetnost.
Arhitektura: Vrhunec sakralnih stavb, gradov je bil v 12. stoletju. Izbrane stavbe so gradili iz kamna, v nekaterih območjih iz opeke. Kamnite stene so sestavljali iz klesanih kvadrov (Krka na Koroškem, Stična v Sloveniji). Prostori so imeli osnovni križni kvadrat, ob njih ladje z oboki in delitev v večjih objektih v traveje. Cerkve so imele običajno tloris latinskega križa, s stranskimi ladjami, notranjost je bila zelo odprta, okna pa ozka. Stene so bile pogosto poslikane. Največja značilnost je polkrožni lok. Med izjemne stavbe obdobja sodi stolnica v Pisi. Niz romanskih cerkva je bil postavljen v dolini Rena. Med ključne cerkve obdobja je sodila največja samostanska cerkev v zgodovini v Clunyju. Romanska cerkev je npr. Bazilika svetega Saturnina, Toulouse, grajena v letih 1080–1120.
Kiparstvo: Zunanje stene stavb, zlasti portale so poudarili z reliefi različnih prizorov, predvsem so bili prizori iz Svetega pisma, o svetnikih, peklu in nebesih. Najpomembnejše osebe so vedno v središču klesane skupine in v bogatejših cerkvah, zlasti v notranjostih, so okrašene z zlatom. Pomembnejša kiparja sta bila Benedetto Antelami iz Parme in Gislebert iz Autuna, zlatar pa Nikolaj iz Verduna.
Slikarstvo: Gre za poslikavo sten s freskami in mozaiki. Pomembne so knjižne poslikave in drugi okrasi. Motivi so bili različni, snov so črpali iz zgodovine, viteške lirike, epskih pesnitev o junakih, prizorov Stare in Nove zaveze in svetniških legend.

### Gotika
Gotika se je začela v osrednji Franciji v sredini 12. stoletja in je trajala do 15. stoletja, s svojimi oblikami ponekod tudi dlje. V tem času je meščanstvo postalo pomemben družbeni sloj. Umetnosti ne usmerjajo je več samostani podeželja, temveč svobodne ideje in novi meniški redovi. Veliko vlogo je pridobila posvetna književnost, viteški roman, pesništvo. Z gotiko se končuje umetnost srednjega veka.
Arhitektura: Vrhunec arhitekture so bile visoke stolnice, ki so bile zidane s skeletno konstrukcijo. Cerkvene stene so bile masivne, zaradi zunanjih opornikov in snopastih stebrov so lahko v manj nosilne stene vgrajevali velika poslikana okna. Notranjost so napolnile obočne sheme. Cerkve so imele tloris latinskega križa, vendar križni kvadrat ni bil več osnova prostorov. Pravokotnim obokom pravimo križnorebrasti oboki. Cerkve so v glavni ladji pridobile na višini. V 15. stoletju se uveljavi dvoranska cerkev, kjer so vse ladje enako visoke. Taka cerkev je npr. stolnica Notre-Dame, v Parizu. Najlepše stvaritve v centralni Franciji je oblikoval arhitekt Pierre de Montreuil (Sainte-Chapelle). Svojski oboki so bili razviti v angleških stolnicah.
Kiparstvo: Osredotočilo se je na človeka, ki živi na zemlji, motivi so bili iz vsakdanjega življenja, v kipih so se prepoznala čustva. Osebe niso bile več toge, ampak razgibane in bolj naravne. Kipe so izdelovali za cerkve in manjše kapele. Umetniki so bili rokodelci, naročniki pa celotna mesta ali posamezni meščani. Najpomembnejši kiparji: Nicola Pisano, Giovanni Pisano, Giotto, Claus Sluter, Tilman Riemenschneider, Veit Stoss, Peter Parler, André Beauneveu.
Slikarstvo: V upodobitvah so prikazana verska čustva kesanje, pravičnost in skromnost. Zmagoslavje cerkve ni tako močno izraženo, raje se osredotočajo na vsakdanjik in na svet, kakršnega so ga opevali viteški epi. Človekovo telo postaja popolno, vitke postave so bogato oblečene. Upodobitve prostora so blizu resničnosti, prizori so razkošni in zasanjani. Poseben pomen so imela slikana okna oz. vitraži. Najpomembnejši slikarji: Cimabue, Duccio di Buoninsegna, Simone Martini, Matthias Grünewald.

## Umetnost novega veka

### Renesansa in manierizem
Renesansa se je razvila v Italiji, kjer je obstajala bogata zbirka spomenikov iz zgodovine. Mestne države so zaradi razvoja začele vlagati v umetnost in s tem spodbujale umetnostno mišljenje. Delimo jo na tri obdobja: zgodnjo renesanso (Quattrocento), visoko renesanso (Cinquecento) in pozno renesanso, ki jo imenujemo manierizem.
V ospredju je razumsko dojemanje sveta, v središču pa človek, posameznik in narava. Skozi umetnost človek zori in se razvija.
Arhitektura: V Italiji se je opirala na antične motive, zato so še posebej obravnavali razmerje zlatega reza in skladnosti. Novost sta bili cerkev s središčnim tlorisom in mestna palača. Najpomembnejši arhitekti v Italiji: Filippo Brunelleschi, Michelozzo, Donato Bramante, Michelangelo, Andrea Palladio. Arhitektura zunaj Italije se je zgledovala po starejši tradiciji, nemška še posebej dolgo po gotski. Najpomembnejši arhitekti zunaj Italije: Gilles Le Breton, Pierre Lescot, Jacques Androuet Du Cerceau, Diego de Sagrado. Manierizem je izpopolnil dvorišča z vrtovi in skritimi vodnjaki, pozornost so namenili tudi stopniščem in prehodom. Najpomembnejši arhitekti v manierizmu: Bartolomeo Ammannati, Giorgio Vasari.
Kiparstvo: V Italiji so posnemali motive antike in narave. Zunanje podobe postanejo lepotni ideal. Prvič se pojavijo prostostoječi kipi golih teles. Najpomembnejši kiparji v Italiji: Lorenzo Ghiberti, Donatello, Andrea del Verrocchio, Luca della Robbia, Bernardo Rossellino, Desiderio de Settignano in predvsem vrhunski Michelangelo (Pieta, David, Mojzes). Zunaj Italije kiparstvo ni doživljalo izrazitih sprememb, slogovno je ostalo gotsko. Proti koncu 15. stoletja pa umetniki prenesejo del italijanskega znanja tudi v druge dežele po Evropi. Kipi so umetelni, prefinjeni in razkošni, prikazujejo zapletene alegorije. Najpomembnejši kiparji zunaj Italije: Antonio in Giovanni Giusti, Vasco de la Zarza, Tilman Riemenscheider, Veit Stoss, Peter Vischer. V manierizmu se pojavi kritika antične tematike, zato se osredotočijo na mestne spomenike, vodnjake in kipe s fantazijskimi bitji. Najboljši kiparji v manierizmu: Jean de Bologne, Benvenuto Cellini.
Slikarstvo: V Italiji so bili motivi krščanski (svetopisemski), mitološki, vojni, rodbinski in pastoralni. Glavni žanr je portret. Najpomembnejši slikarji v Italiji: Masaccio, Piero della Francesca, Andrea Mantegna, Sandro Botticelli, Perugino, Leonardo da Vinci, Rafael, Michelangelo, Tizian. Zunaj Italije se je zadrževala tradicija gotskega slikarstva, niso se osredotočali na geometrizirane perspektive in antične motive, temveč na resničnost vsakdanjika in krščansko misel. Najpomembnejši slikarji zunaj Italije: Vasco Fernandez, Jan van Eyck, Rogier van der Weyden, Albrecht Dürer. Manierizem je uvedel umetelne kompozicije in odprt prostor ter se ohranil še dolgo v baroku. Najbolj znani slikarji v manierizmu: Agnolo Bronzino, Parmigianino, Jacopo Robusti Tintoretto (Jacopo Robusti).

### Barok in rokoko
Barok in rokoko predstavljata umetnost absolutističnih dvorov, med katerimi izstopa Versailles. Vsak dvor je izoblikoval svoje osnove, povezovali so se z antičnimi zgledi in klasiko.
Arhitektura: Skozi stavbarstvo so uresničevali zmago krščanstva in absolutizma. Stavbe so bile slikovite in dinamične. Prostori so bili odprti, prelivali so se drug v drugega, osrednji prostor je bil lahko prekrit s kupolo, vse je bilo močno razsvetljeno in poslikano. Posvetna arhitektura oblikuje osnovni tip dvorca. Primer te arhitekture je Versajska palača in njen park pri Parizu. Rokoko nima več močnih barv in dramatičnosti, nadstropja so pogosto pozlačena. Znani arhitekti: Louis Le Vau, Carlo Maderno, Francesco Borromini, Pietro da Cortona.
Kiparstvo: Dela so bila dinamična, osebe so izražale silovite kretnje in obrate, na obrazih so izražena pretirana čustva. Teme so bile nabožne, ker je barok sovpadal z obnovo katolištva. Kipi so bili lahko del stavb ali pa so prosto stali. Uveljavili so se tudi leseni kipi, ki so jih pozlatili. Rokoko je bil nasprotje baroku, figure so bile drobne, dramatičnosti ni bilo več, prevzelo je svetle barve. Uveljavijo se kipci iz porcelana. Znani kiparji: Alessandro Algardi, Gian Lorenzo Bernini, Francesco Robba.
Slikarstvo: Motivi so izražali obnovo katolištva. Slikarji so izbirali prelomne dogodke, ki so razkrivali najgloblja čustva. V cerkvah so začele nastajati velike oltarne slike. Posvetno slikarstvo se izraža v portretih, skupinskih portretih, upodobitvi pokrajin in tihožitij. V rokokoju se konča obdobje fresk na stenah, svoj prostor dobijo na stropu, zaradi česar pride do odmika med umetnino in gledalcem. V rokokoju so zaživeli lahkotni motivi, upodabljali so zabave, igre in lagodno življenje, osebe so slikali v razkošnih sobah ali na vrtovih. Barve so zelo svetle, obrisi pa zamegljeni. Znani slikarji: Caravaggio, Annibale Carracci, Guido Reni, Andrea Pozzo, Peter Paul Rubens, Anthonis van Dyck, Rembrandt.

### Umetnost 19. stoletja
Nove umetnostne smeri so nastale zaradi političnih prevratov, družbenih sprememb, industrializacije in razsvetljenstva. Razmahnila se je znanost in s tem zanimanje za zgodovino. Značaj umetnosti je bil meščanski, prevladovali so portreti in podobe skromnega življenja, pokrajine in tihožitja. Smeri v 19. stoletju so bile: neoklasicizem, romantika in realizem.
Arhitektura 19. stoletja: Začelo se je ponovno zgledovanje po antiki. Neoklasicizem poskuša natančno posnemati antične mavzoleje, svetišča in vile. Romantika obuja teme iz različnih zgodovinskih obdobij (romanike, gotike, renesanse in baroka). Znani arhitekti: Giovanni Battista Piranesi, Victor Louis, Jean Chalgrin, Richard Boyle, Leo von Klenze, Karl Friedrich Schinkel; Paul Abadie, Charles Garnier; Jean-Baptist Camill Corot.
Kiparstvo 19. stoletja: Bilo je nasprotje okrašenosti baroka in rokokoja, zgled sta mu postala Rim in Grčija. Vračalo se je k upodobitvam idealne lepote. Kipi so morali imeti moralno sporočilo. Znani kiparji: Antonio Canoca, Jean-Baptista Pigalla; Jules Dalou, Jean-Baptiste Carpeaux, August Rodin.
Slikarstvo 19. stoletja: Umetnostne smeri so se prepletale in vzporedno razvijale. Slike so bile svetlih barv, z jasnimi potezami in naravno svetlobo. Poudarjale so moralo in kritizirale družbene napake. Teme so se odmikale od resničnosti, poudarjali so čustva. Znani slikarji: Jacques Louis David, Pierre Narcisse Guerin, Theodore Gericault, Horace Vernet, Eugene Fromentin; Gustave Courbet, Honore Daumier, Wilhelm Leibl.

### Impresionizem
Impresionizem poudarja čutni vtis in razpoloženja nekega trenutka, ki se pri vsakem posamezniku razlikuje.
Arhitektura: Najpomembnejša je bila inženirska arhitektura, ki je vplivala na razvoj funkcionalizma in zlitja narave z novimi materiali. Prepoznaven simbol je postal nebotičnik. Kasneje se je uveljavila tudi secesija ali Art nouveau, ki je v ospredje postavljala rastlinska stebla, liste in cvetove.
Kiparstvo: Želeli so ujeti nepomemben trenutek iz zasebnega življenja. Podobe so bile sestavljene iz številnih drobnih ploskev.
Slikarstvo: Mejnik med starejšo in novejšo umetnostjo. Slikarji so želeli ujeti trenutek, ki so ga naslikali s hitrimi potezami. Barvni nanosi so zabrisani. Uporabljali so optične zakone o svetlobi, vidu in barvi. Slikarjev ni zanimal objekt v večnem smislu, temveč kratek trenutek, ki je ujet v določene pojave. Teme so iz vsakdanjika, pokrajine in tihožitij. Znani slikarji: Claude Monet, Edouard Manet, Edgar Degas, Auguste Renoir, Camille Pissarro, Paul Cezanne. Postimpresionistični slikarji: Vincent van Gogh, Paul Gauguin.

### Umetnost 20. stoletja
Razvijejo se številne nove smeri: kubizem, futurizem, abstraktna umetnost, ekspresionizem, nadrealizem, Pop-art, Op-art, Land-art in minimalizem.
Arhitektura: Prelomnica se je zgodila pred in po prvi svetovni vojni. Prevlada funkcionalizem, ki zavrača pretirano ornamentiranje. Spremenijo se pogledi na estetiko. Pomembni arhitekti so Le Corbusier, Alvar Aalto, Mies van der Rohe, Frank Lloyd Wright, pri nas Jože Plečnik.
Kiparstvo: Težnje k abstraktnim oblikam, v katere vključuje prazni, okoliški in notranji prostor. Odkrivajo in uporabljajo tudi nove materiale. Pomembni kiparji: Henry Moore.
Slikarstvo: V Ameriki se uveljavi abstraktni ekspresionizem, ki mu nasproti nastopi pop-art in serija drugih sogovnih oblik, s prepleti materialov in tehnik. Najpomembnejši slikarji 20. stoletja so Pablo Picasso, Georges Braque, Andy Warhol.

## Na Slovenskem

### Prazgodovina
V jami Divje babe blizu Idrije so našli naluknjano medvedovo kost, poimenovano neandertalčeva piščal, ok. 55.000 pr. n. št., ki je po doslej zanih podatkih najstarejše znano glasbilo na svetu. V Potočki zijalki je bila najdena koščena šivanka, ok. 35.000 pr. n. št. Mostiščarji so na Ljubljanskem barju zgradili mostiščarsko naselje, kjer je bilo najdeno najstarejše kolo voza z osjo na svetu.
Jamsko slikarstvo v Sloveniji ni tako razširjeno ali najdeno, manjše risbe so bile odkrite na vrčih, npr. Dolgoročajni vrč z Dežmanovih kolišč pri Igu, ok. 2300 pr. n. št.
Najdena je bila tudi Vaška situla, 5. stoletje pr. n. št., ki je najstarejši simbol starejših naseljencev našega področja.

### Rimska umetnost
V tem času ustanovijo rimske naselbine, najprej Emono (danes Ljubljana), za tem pomembna mesta Celeio (danes Celje), Poetovio (danes Ptuj), Nauportus (danes Vrhnika).
Primeri rimske umetnosti so: 
- Germanik – doprsna podoba mlajšega moškega, šlo naj bi za rimskega vojskovodjo Germanika
- Emonec – bronast kip, ki je bil pozlačen, najden ob poti zunaj obzidja Emone; telo emonskega meščana je ovito v togo (najverjetneje serijski izdelek), posebej izdelana pa je portretna glava. Pozlata poudarja njegov izstopajoč družbeni položaj. Gre za javni spomenik, ki je slavil upodobljenca ali pa je služil kot nagrobnik.
- Mitra z bikom – Spodnja Hajdina
- Nutricae Augustae –VOTIVNI (zaobljubni) relief s Ptuja, posvečen rojenicam (zavetnice malih otrok – keltska božanstva)
- Grobnica Enijcev  in drugi okrašeni kamniti nagrobniki v Šempetru v Savinjski dolini. Grobnica je grajena v obliki kapelice (edikule), krasijo jo bogati, lepo izdelani reliefi Evrope in Zevsa.

### Srednjeveška umetnost

#### Romanika
Pomembnejša grajena spomenika romanike sta bila prvi cistercijanski samostan južno od Alp, Stična, ustanovljen leta 1135 in prvi kartuzijanski samostan v Žičah, ustanovljen leta 1160 (bile so sedež kartuzijanskega reda za nemške pokrajine). Razvite romanske stavbe so v celoti ali v fragmentih ohranjene ob obali, zlasti v Kopru (krstilnica, stolnica).
Druge značilne gradnje tega obdobja so grad Podsreda in delno predromanske Svete gore nad Sotlo, cerkev svetega Martina v Laškem, samostan v Jurkloštru, delno Ptujski grad, dvojna kapela na Malem gradu v Kamniku, sv. Vid v Dravogradu in kostnici v Libeličah ter Mokronogu.

#### Gotika
Oboki so prekriti z mrežastimi in zvezdastimi vzorci, ne več le rebrastimi, take so poznogotska Cerkev sv. Kancijana, Kranj ali cerkev sv. Jakoba, Škofja Loka. Vzorčna je triladijska cerkev Marije Zavetnice na Ptujski gori. Druga značilne gradnje gotike so še cerkev samostana v Kostanjevici na Krki, cerkev sv. Trojice v Pleterjah, cerkev Marijinega oznanjenja v Crngrobu, mestni trg z ložo v Kopru, palača Benečanka v Piranu.
Pomembni so postali stiki med samostani z menihi v mestih in verniki. 
Gotika se je na Slovenskem močno uveljavila, postala je slog prostora. V slikarstvu prevladujejo freske, velik vpliv so imeli grafični listi. Na zunanjo stran cerkva so slikali svetnike, v notranjosti na severne stene sprevod in poklon Svetih treh kraljev. Poslednjo sodbo so dodali na zahodno stran ladje ali prezbiterija. Južne stene so poslikane s svetniškimi legendami ali drugimi prizori (npr. Mrtvaški ples v Hrastovljah). Oltarni prostori številnih cerkva, zlasti na Gorenjskem, imajo posebno ikonografijo, imenuje se kranjski prezbiterij, kjer se uveljavljata dva motiva (motiv Svete nedelje ). Znani slikarji so Janez Aquila, Janez Ljubljanski, Mojster Bolfgang, Janez iz Kastva.

### Renesansa
Arhitekti raziskujejo nasprotja med močno svetlobo in sencami, pročelja krasijo s kipi in poudarjeno rustiko v pritličju, taka je npr. Mestna hiša v Ljubljani.
Drugi renesančni spomeniki v Sloveniji so Lutrovska klet v Sevnici, dvorec Betnava, grad Žužemberk in grad Turjak, graščina Brdo pri Lukovici, grad Krumperk, samostan Olimje, Celjski grad, Šivčeva hiša v Radovljici.

### Barok
Baročna umetnost je postala, zlasti v arhitekturi, slog prostora. Starejše cerkve so dobile baročno lupino, dozidavo ali prezidavo. Vzdolžni tloris ima pogosto značilnosti rimske ali salzburške arhitekture. Bolj pomembne postajajo cerkve s središčnim tlorisom, npr. cerkev v Novi Štifti. Kasneje so podprli italijansko ustvarjanje in zgradili ljubljansko Stolnico, Cerkev sv. Trojice in križevniško cerkev. Po zgledu dunajske umetnosti so gradili dvorce in palače ter urejali parke.
Drugi baročni spomeniki v Sloveniji so na območju stare Ljubljane (Robbov vodnjak in Magistrat), dvorec Dornava, cerkev sv. Roka v Šmarju pri Jelšah.

### Umetnost 19. stoletja
Med slovenskimi slikarji romantike sta najpomembnejša Marko Pernhart in Anton Karinger. V tem obdobju nastaneta stavbi Ljubljanske opere in danes Narodnega muzeja v Ljubljani.

### Impresionizem
Za impresionistično slikarstvo je značilno nežno razpoloženje, ki razodeva intimno občutenje motiva. Značilne so goste barve. Na slovenske impresioniste je vplival dunajski simbolizem. Slovenski impresionistični slikarji: Ferdo Vesel, Rihard Jakopič, Ivan Grohar, Matija Jama, Matej Sternen.

### Umetnost 20. stoletja
Arhitektura: Po ljubljanskem potresu 1895 se je  v Ljubljani in delno drugih krajih osrednje Slovenije razvila secesija. Pomembnejši arhitekti so bili Maks Fabiani, Ciril Metod Koch in Ivan Vancaš. Fabiani je zasnoval urbanistično shemo za novo mestno jedro v Ljubljani. Po koncu 1. svetovne vojne se je v rodno mesto vrnil Jože Plečnik. Po njegovih načrtih so zgradili NUK, poslovilni kompleks pokopališča Žale, Tromostovje, Čevljarski most, cerkev v Šiški. Urejali so nabrežja rek Gradaščice, Ljubljanice, Šance na Gradu. Ivan Vurnik je načrtoval Sokolski dom Tabor in stavbo banke na Miklošičevi cesti ter več vil. Sodobne trende je z Nebotičnikom in več palačami dodal Vladimir Šubic. Po drugi svetovni vojni so se uveljavili Edo Ravnikar (Moderna galerija, Trg revolucije), Branko Simčič (Gospodarsko razstavišče) in Edo Mihevc (Metalka, Kozolec). Nov vrhunec arhitekture so dosegli Milan Mihelič, Stanko Kristl, Savin Sever in Miloš Bonča. Ustvarjalci slovenskega rodu so postali celo evropske zvezde, kakor Boris Podrecca.
Slikarstvo: Pojavijo se ekspresivne in abstraktne teme, ki se uveljavijo v ekspresionizmu in naturalizmu, poti k abstrakciji, uveljavljanju patetičnega (socialističnega) realizma in novih struj, ki ob in po obdobju abstrakcije iščejo nove oblike izrazov. Najpomembnejši slikarji do sredine stoletja: Božidar Jakac, France Kralj, Tone Kralj, Veno Pilon. Največji uspeh je s svojim izjemnim opusom po letu 1950 dosegel Zoran Mušič v Benetkah in v Parizu. Po uveljavitvi akademije za likovno umetnost so se uveljavili Gabrijel Stupica, France Mihelič, Marij Pregelj in mlajši.  Svetovno odmevna je bila slovenska umetniška grafika, posebej ob Mednarodnem grafičnem bienalu od leta 1955 naprej.
Kiparstvo: Začetki, vključno z javnimi spomeniki (Vodniku, Prešernu, Valvasorju), sledijo akademskim vzorom secesijski nadih je dodal Fran Berneker s spomenikom Primožu Trubarju. V 1930-ih se uveljavljajo patetična dela Lojza Dolinarja, sledijo mu bolj akademsko in meštrovićevsko vplivani Boris in Zdenko Kalin, Frančišek Smerdu. Po koncu druge svetovne vojne se nadaljuje vpliv patetike (Z. Kalin, K. Putrih, Stojan Batič), ki postopoma prerase v premišljene prostorske ureditve (Jakob Savinšek, Slavko Tihec). Uveljavljajo se abstraktne skulpture (Tihec, Janez Lenassi) in kipi na robu abstraktne figuralike, druge tematike in materiali (Boljkove Živali). Z razvojem ALUO se izšolajo iskalci novega (Lujo Vodopivec, Jakov Brdar, Mirsad Begić).    